# Militärteknik
| Militärteknik |
| --- |
| Teknik, doktrin, organisation: tre delar som, enligt Richard O. Hundley, behövs för revolution in military affairs, förkortat RMA. I den svenska militärstrategiska doktrinen från 2002 beskrivs RMA som slutsatser i sovjetiskt tänkande utifrån bland annat Vietnam och Mellanöstern. Den ryska Marskalken N.V Ogarkov med flera, har uttryckt RMA som "radikala förändringar av väpnade stridskrafter och metoder för genomförande av militära operationer, vilka genereras av vetenskapligt tekniska framsteg inom militär teknologi. Tre tydliga faser i krigskonsten är: - Luftmakt, motorisering och kemiska vapen - Kärnvapen, raketer och styrning - Elektronik, riktad verkan och genetisk ingenjörskonst" |

Militärteknik är läran om hur tekniken och tekniska system påverkar och påverkas av militär verksamhet. Ämnet är nyttoinriktat och omfattar vilken militär effekt som kan uppnås med hjälp av ny teknik, men också vilken militär effekt som kan uppnås genom annorlunda användning av befintlig teknik. Militärteknik definieras av Försvarshögskolan i Sverige som ”den vetenskap som beskriver och förklarar hur tekniken inverkar på militär verksamhet på alla nivåer, strategisk, operativ och taktisk, samt hur den militära professionen påverkar och påverkas av tekniken". Militärtekniken har sin grund i flera olika ämnen från skilda discipliner och förenar samhällsvetenskapens förståelse av den militära professionen med naturvetenskapens fundament och ingenjörsvetenskapens påbyggnad och dynamik.

## Militärteknikens grund
Inom militärtekniken studeras de förhållanden som ligger till grund för den militära personalens förmåga att utöva sin profession. Det är inte bara tekniken, utan även interaktionen mellan teknik, organisation och doktrin som är intressant. Till exempel hävdar Richard O. Hundley att både tekniken, organisationen och doktrinerna måste spela tillsammans för att uppnå revolution in military affairs (RMA). RMA beskrivs som något som driver fram dramatiska förändringar i militära operationer. Detta ”något” kan t.ex. vara nya teknologier, eller nya sätt att använda befintliga teknologier på. Han tar bland annat upp införandet av kulsprutan som exempel. Kulsprutan i sig hade ingen militär nytta innan organisationen förstod effekten av den och innan man hade doktriner som beskrev hur den skulle användas.
Flera perspektiv är nödvändiga för att kunna behandla militärtekniken i sin helhet. Det naturvetenskapliga, matematiska och ingenjörsvetenskapliga perspektivet behövs för förståelse av tekniska systems möjligheter och begränsningar, samt den fysiska miljön de ska använda i. Den militära professionens, beteendevetenskapens och juridikens perspektiv, samt politiska och etiska bedömningsgrunder behövs för att kunna förstå villkoren för och sammanhanget som tekniken ska användas i.

## Militär nytta
Ett mål med militärtekniken är att kunna bedöma militär nytta. Det räcker inte att en teknisk produkt är avancerad, den måste kunna tillföra något, den måste ha militär nytta.
När teknik för militära syften utvecklas måste man ta hänsyn till sociala, kulturella och juridiska aspekter utöver de rent tekniska. Gör man inte det kan resultatet bli att man har en teknisk produkt som inte kan, eller får, användas. Ett exempel på detta är Bombkapsel 90 Mjölner (DWS 39) som strider mot Konventionen om klusterammunition. Resultatet av ett kostbart utvecklingsarbete blev en produkt som ligger i förråd och inte får användas.

## Militär förmåga
I sin enklaste form innebär förmåga att kunna göra något. Militär förmåga brukar definieras utifrån de grundläggande förmågorna: verkan, skydd, uthållighet, underrättelser, rörlighet och ledning. Ett möjligt sätt att bedöma militär nytta är att undersöka hur något bidrar till en militär förmåga. Om detta något bidrar positivt till en militär förmåga så kan det sägas ha en militär nytta.